# Veluthur
Veluthur es una ciudad censal situada en el distrito de Thrissur en el estado de Kerala (India). Su población es de 11602 habitantes (2011). Se encuentra a 9 km de Thrissur y a 69 km de Cochín.

## Demografía
Según el censo de 2011 la población de Veluthur era de 11602 habitantes, de los cuales 5636 eran hombres y 5966 eran mujeres. Veluthur tiene una tasa media de alfabetización del 96,25%, superior a la media estatal del 94%: la alfabetización masculina es del 97,49%, y la alfabetización femenina del 95,09%.